# 若昂·蒙泰罗
若昂·佩德罗·安德雷德·塞尔加斯·蒙泰罗（葡萄牙語：João Pedro Andrade Selgas Monteiro，1983年8月29日—），生于瓜达区瓜达，葡萄牙男子乒乓球运动员。他在职业生涯早期效力于葡萄牙国内的Deportivo Sau Roque俱乐部，2006年，他移居至德国，加入TTF Liebherr Ochsenhausen，他在德国参加职业联赛期间水平有显著提高，世界排名也有所上升。
蒙泰罗的妻子是罗马尼亚乒乓球选手Daniela Dodean，两人于2013年7月结婚。两人的女儿于2015年4月出生。